# Hymenocephalus striatulus
Hymenocephalus striatulus es una especie de pez de la familia Macrouridae en el orden de los Gadiformes.

## Morfología
• Los machos pueden llegar alcanzar los 18 cm de longitud total.

## Alimentación
Come principalmente organismos pelágicos: copépodos (Pleuromamma ,Oncaea conifera ,Xanthocalanus y  Aetideidae ), pecesitos , quetognatos, gammàrids ( Lysianassidae ),  gambas ( Bentheogennema pasithea ), misidacis ( Paralophogaster glaber ), poliquetos  bentónicos (incluyendo la familia Polinoidae ).

## Hábitat
Es un pez de aguas profundas que vive entre 101-800 m de profundidad.

## Distribución geográfica
Se encuentra en las Hawái y en la isla Sala y Gómez.